# Ambasciatori dell'Hannover nel Regno Unito
L'ambasciatore dell'Hannover nel Regno Unito era il primo rappresentante diplomatico dell'Hannover nel Regno Unito. 
Le relazioni diplomatiche tra i due paesi ebbero inizio ufficialmente con l'istituzione del regno indipendente di Hannover nel 1837 e quindi con la fine dell'unione personale tra la corona hannoveriana e quella britannica nella persona del re d'Inghilterra. Durante tutto il XVIII secolo, data la coincidenza delle due cariche, non vi era stata la necessità di instaurare un'ambasceria, ma semplicemente il re inglese aveva un proprio delegato nell'elettorato di Hannover.

## Regno di Hannover
- 1837-1840: Börries Wilhelm von Münchhausen
- 1840-1866: Adolf von Kielmansegg

1866: Annessione dell'Hannover da parte della Prussia